# Віковий дуб (Моївське лісництво, кв. 35)
Віковий дуб — ботанічна пам'ятка природи місцевого значення. Розташована на території колишньої Безводненської сільської ради Могилів-Подільського району Вінницької області (Моївське лісництво, кв. 35 діл. 13). Оголошена відповідно до рішення Вінницького облвиконкому № 335 від 22.06.1975 р. 
Охороняється красивий екземпляр дуба звичайного віком понад 300 років, з діаметром стовбура 160 см та висотою 29 м.